# Blindage (construction)
Pour les articles homonymes, voir Blindage.

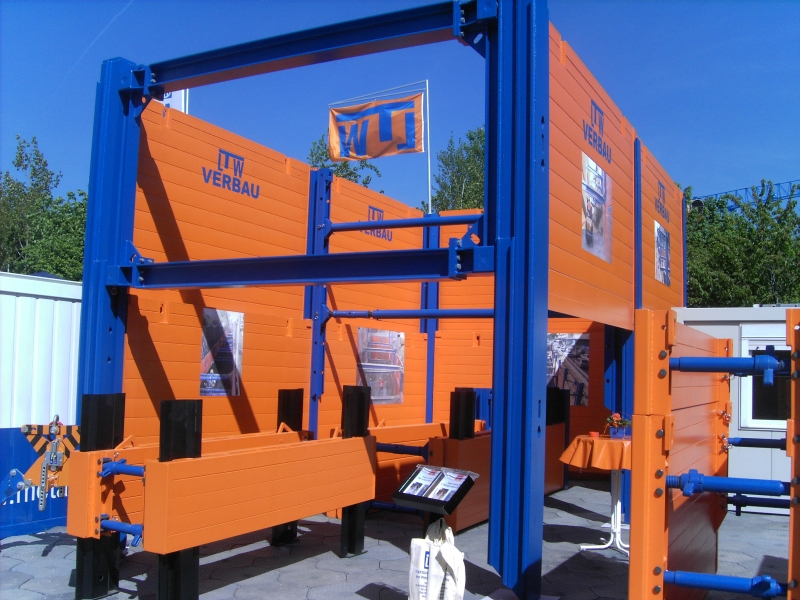
Blindage en acier

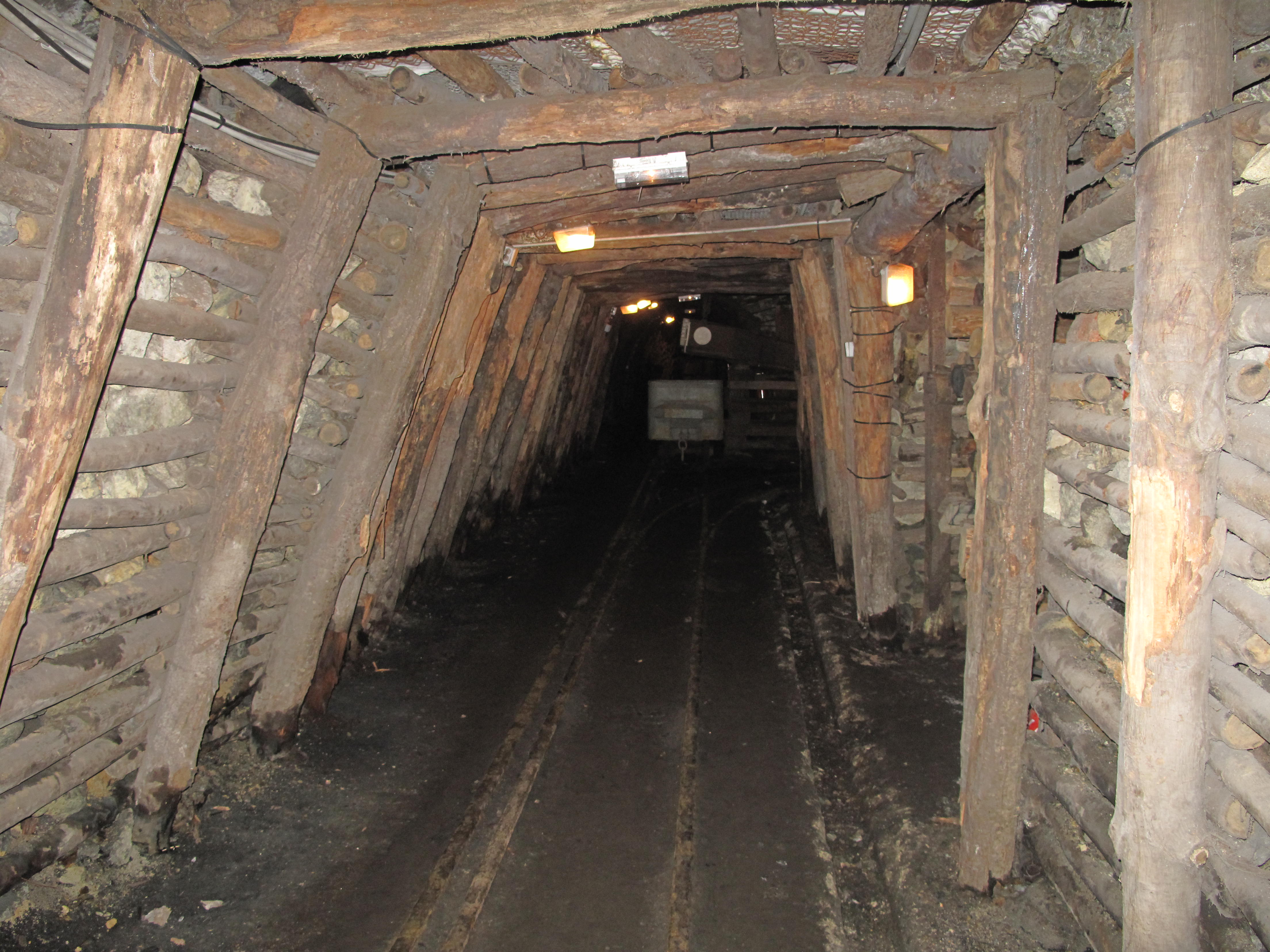
Étaiement d'une ancienne galerie de mine.

Dans le domaine de la construction, le blindage est l'ensemble des moyens mobilisés pour assurer la stabilité et la résistance des parois ou des plafonds d'une excavation, savoir tranchée, fosse, galerie de mine, puits ou tunnel. L'étaiement est un blindage consistant en la pose d’étais.

## Fonction
Le blindage permet de sécuriser un espace excavé contre un éboulement de l’environnement immédiat soit par glissement de terrain, par rupture de talus ou par infiltration d’eau. Il permet aussi de protéger des passages, des espaces de travail pour les hommes et les machines. La réalisation des blindages nécessaires fait partie des règlements relatifs aux conditions de travail et à la sécurité au travail et est encadrée par des normes.
La diversité des environnements à protéger et des risques nécessite l’emploi de différentes techniques de blindage : l’industrie minière possède notamment une longue expérience dans la pose d’étais et les grands projets de construction de tunnel ont permis de faire avancer l’état des techniques de blindage.
Dans le domaine du terrassement, on distingue schématiquement deux types de techniques. Pour la sécurisation de tranchées, on utilise des éléments de support étayés qui se font face. Pour la stabilisation d’excavations plus larges, la paroi est forée de pieux sécants permettant de stabiliser le sol en l’ancrant profondément.

## Réglementation
La pose de blindage dans les travaux public est réglementée. Il est par exemple obligatoire de blinder les fouilles et les tranchées à partir d'une profondeur donnée qui varie suivant les pays et se situe généralement entre 1,30 et 1,50 m. Le blindage vise notamment à éliminer les risques d'enfouissement du personnel. Les risques liés à un effondrement sont souvent sous-estimés sachant qu'un enfouissement partiel suffit à entraîner la mort à la suite de l'apparition de symptômes tels que le syndrome de Bywaters ou une rhabdomyolyse.

## Techniques

### Soutènements

#### Paroi d’Essen
Ce type de soutènement est un blindage légèrement incliné avec talus et ancrages. La sécurisation du talus s’effectue à l’aide de doubles poutrelles à ailes larges reliées par tôle de liaison tous les 1,50 à 2,00 m maintenues par des ancrages. Les interstices sont maintenus à l’aide de treillis métalliques. Les interstices sont protégés de l’érosion par l’utilisation de béton projeté.

#### Paroi berlinoise

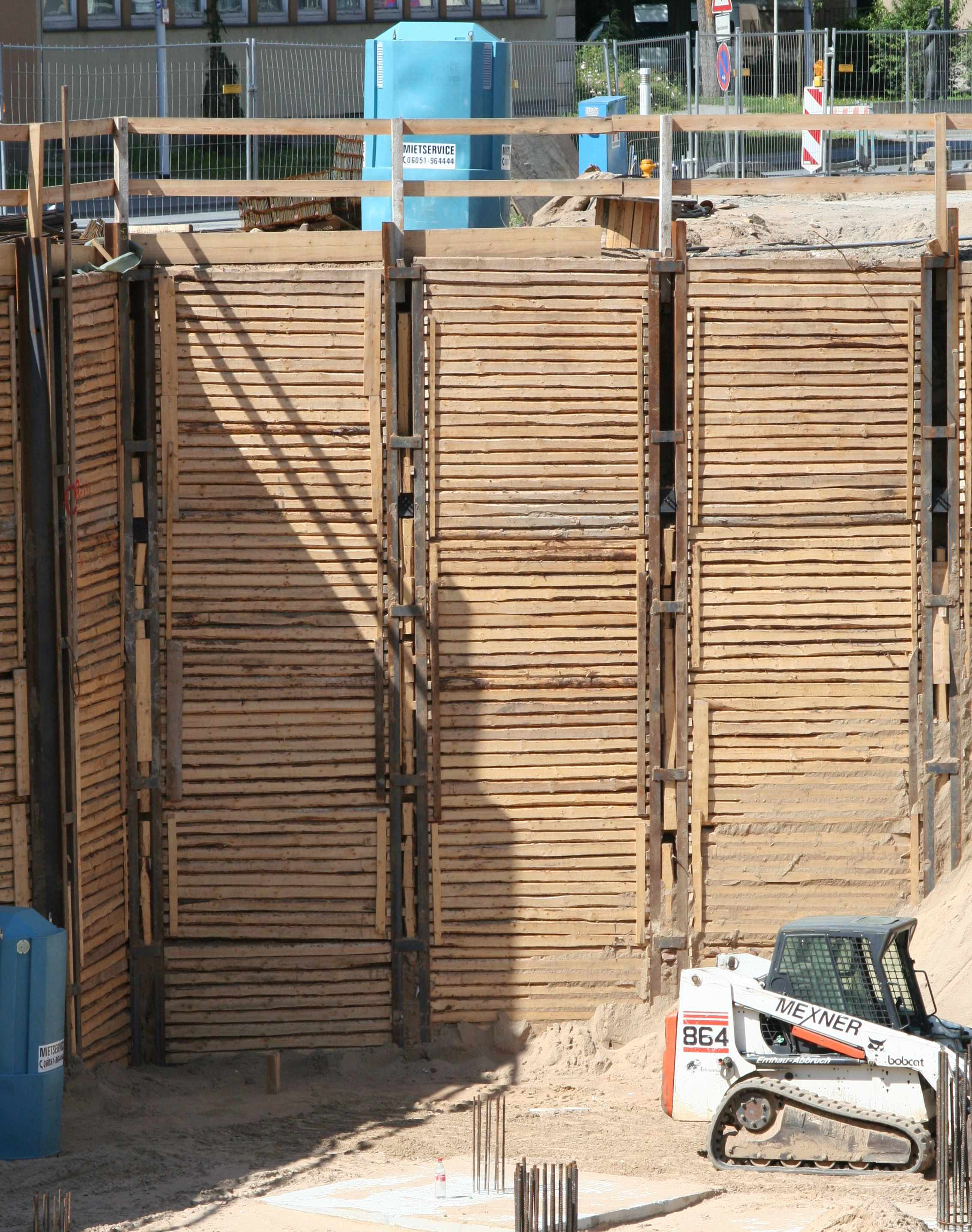
Paroi berlinoise.

Ce type de blindage vertical est employé par exemple dans la construction de ligne de métro ou de terrassements dans des sols facilement drainables. Des poutres avec profils en I en acier sont enfoncés dans le sol directement ou à l’aide de forages avant l’excavation. Lors de la réalisation du déblai, les espaces entre les poutrelles sont comblés à l’aide de poutre ou de bastaings soit en bois soit en acier. Il est également possible d’utiliser ici des palplanches ou des plaques de béton armé préfabriquées. L’intervalle entre les poutrelles se situe généralement entre 1,50 et 3,00 m. Les parois de soutènement peuvent être additionnellement ancrées ou rigidifiées à l’aide de renforts horizontaux.

#### Paroi hambourgeoise
Ce type de blindage vertical est employé par exemple dans la construction de ligne de métro, en présence de sol lourd et d’infiltrations d’eaux. Le système est constitué de poutrelles verticales habillées de planches de bois. Les planches constituent un coffrage perdu. Les supports sont retirés à la fin des travaux. Le tunnel en béton armé est équipé de plus de joint adhésif et de panneaux de maçonnerie (structure de paroi à double coffrage d’une épaisseur de 60 cm).

### Caissons de blindage

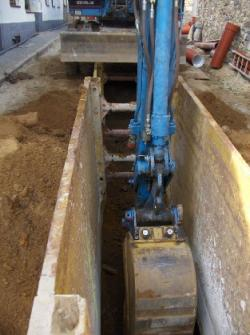
Caisson de blindage.

Un caisson de blindage est constitué de deux plaques d’acier de grande taille face à face rigidifiées par des renforts horizontaux. Les caissons de blindage sont mis en place dans des tranchées déjà excavées. En présence de sols instables, le caisson peut être mis en place dès le début de l’excavation puis progressivement enfoncé.

### Blindage à glissières

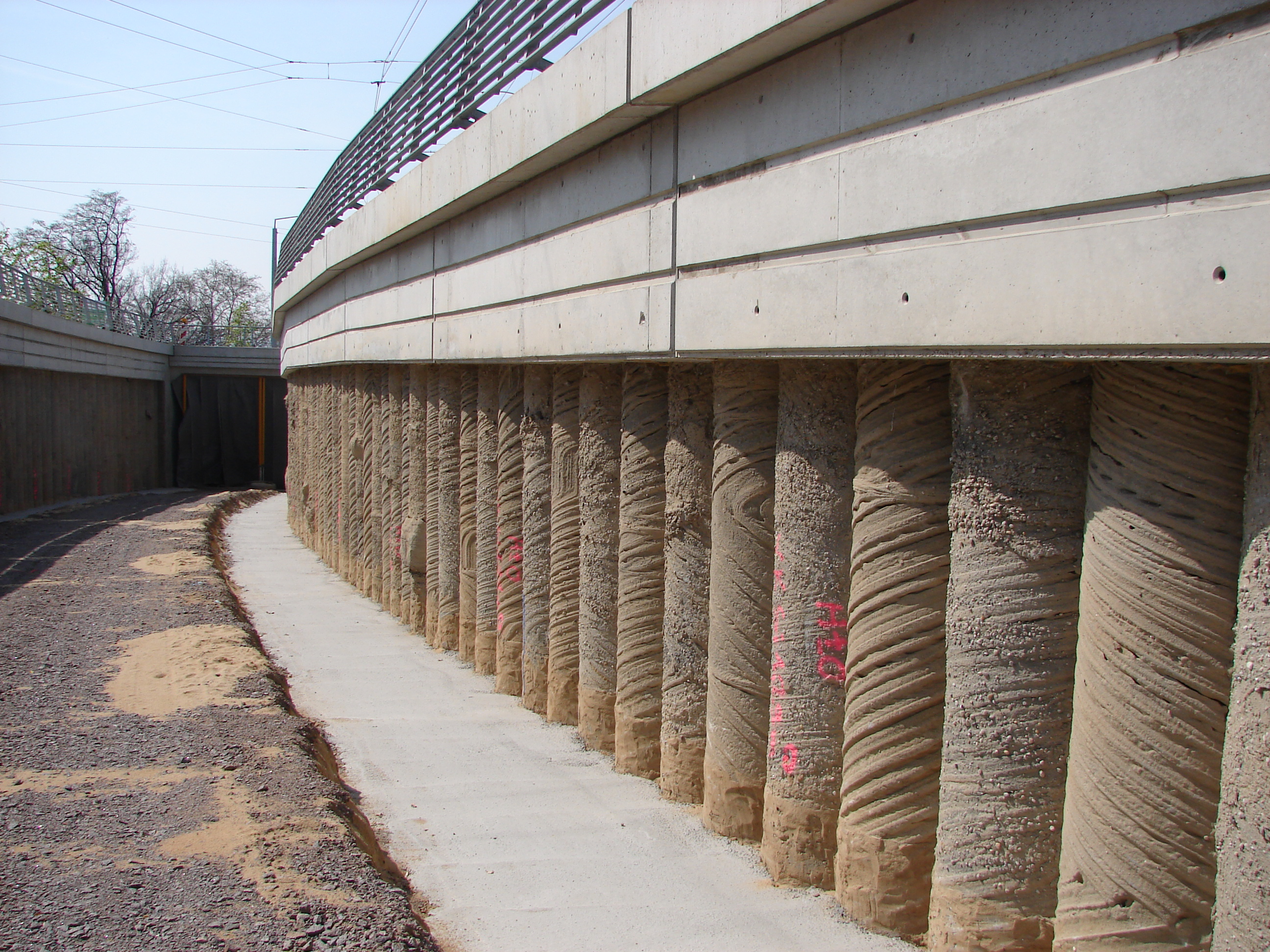
Paroi de pieux forés.

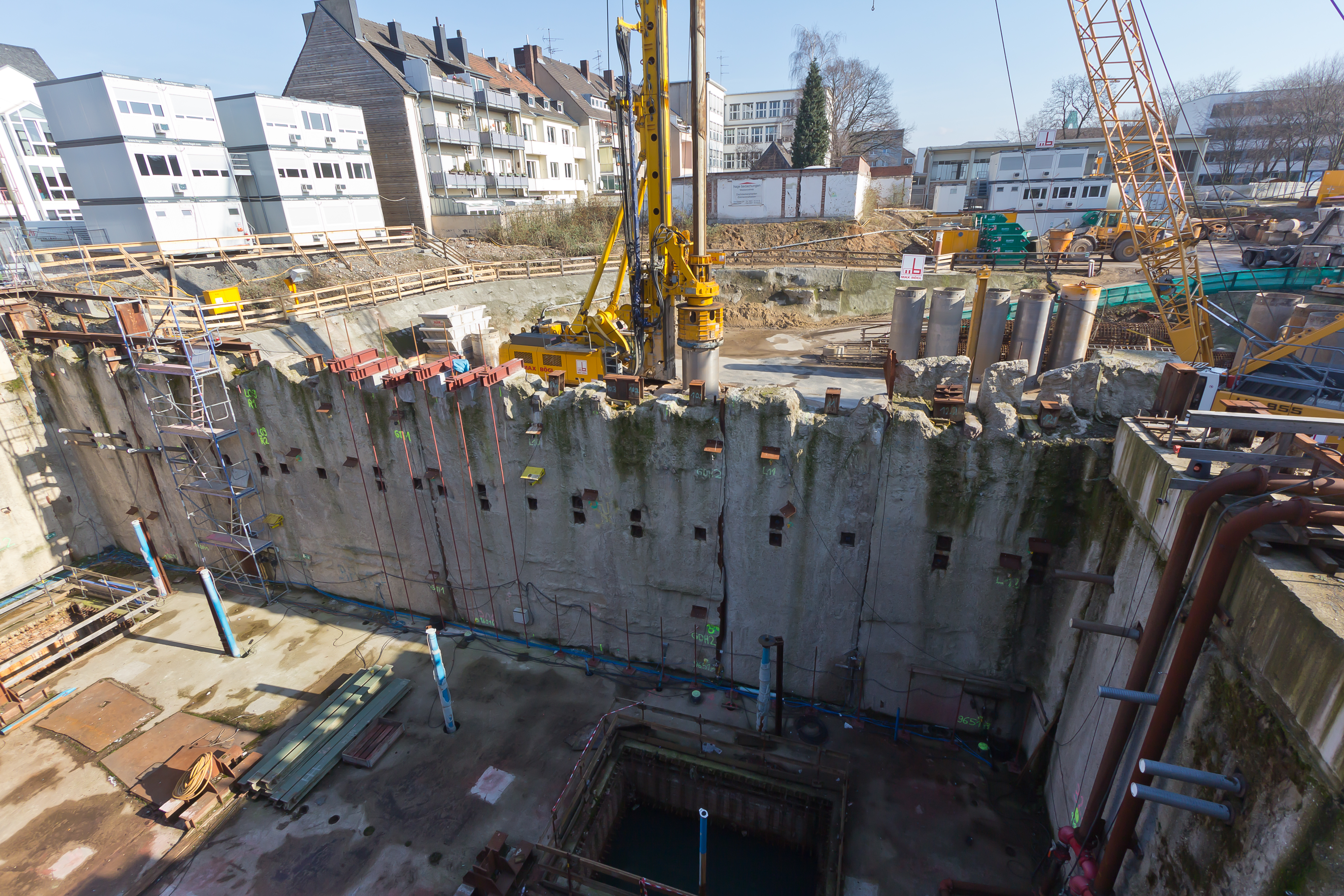
Paroi moulée.

Les glissières sont installées dans un premier temps et les plaques de blindages sont ensuite montées. Ce système présente l’avantage de donner une certaine flexibilité à la profondeur de blindage qui peut être aisément adaptée.

### Paroi de pieux forés
Une série de forages est comblée à l’aide de béton et d’armement. Ce type de soutènement permet de contenir les mouvements de terrain. À partir d’une certaine hauteur, des ancrages sont nécessaires. On distingue trois types différents : paroi de pieux continus, tangents ou sécants.

### Paroi moulée
Selon la norme DIN 4126, ce type de paroi est une construction de béton armé ou de béton fibreux jusqu’à une hauteur de 100 m. En parallèle de l’excavation par benne à parois moulées, la tranchée ouverte est remplie d’une suspension de bentonite.

### Paroi clouée
Une paroi clouée est réalisée en renforçant le sol par clouage puis par la pose de ferraillage, pose de barbacanes et enfin la projection de béton.
Le paroi clouée est une méthode utilisée pour renforcer le sol subissant un déblaiement. Cette technique est utilisée lors de l'excavation et lors du forage afin de pouvoir poser des ancrages passifs. La paroi clouée est très répandu dans les travaux souterrains, les technologies de soutènement ou de réparation. Cette méthode peut empêcher le sol de s'effondrer entre les barres d'acier. Étant donné que l'ensemble de l'objet est composé de béton projeté et d'une grille, la paroi clouée agit comme un stabilisateur avec le béton projeté de protection. L'utilisation de parois clouées s'est avérée très efficace dans des situations impliquant des fondations en sol meuble ou des structures de construction sur un terrain en pente. L'excavation est effectuée par étapes entre 1,00 m. Et 1,50 m de hauteur et de longueur et de 5,00 m à 10,00 m. Verticalement, le clou est placé entre 1,50 m. & 2,50 mètres. Une fois la grille en place.

### Palplanches

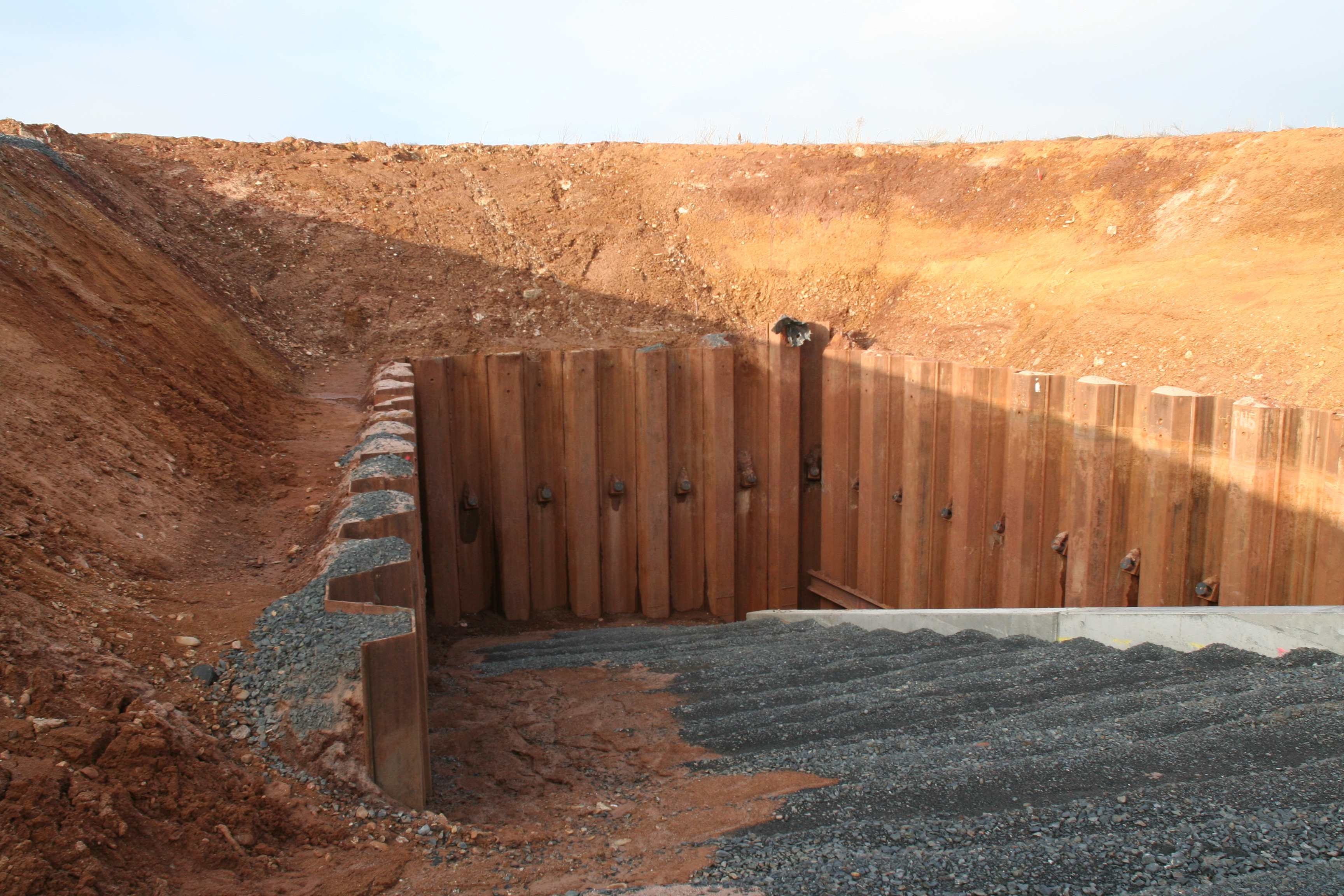
Palplanches.

Ce type de blindage emploi un mur de palplanches en acier battues ou vibrées. Les murs de palplanches peuvent être construits de manière à être étanches à l’eau. En fonction de la profondeur, des éléments rigidifiant ou des ancrages à intervalles réguliers peuvent être nécessaires.